# Archilochus
Archilochus là một chi chim trong họ Trochilidae.

## Hình ảnh

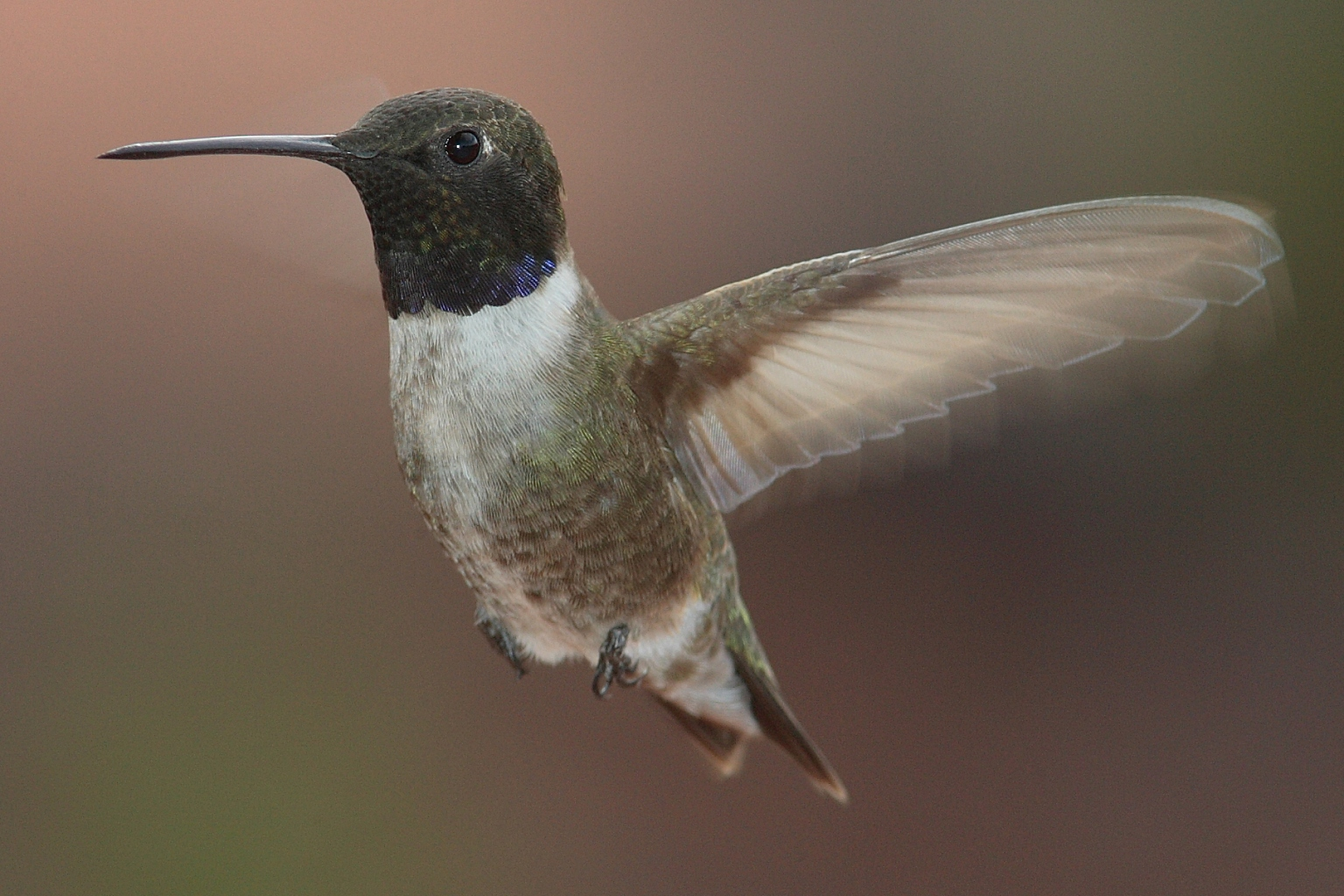
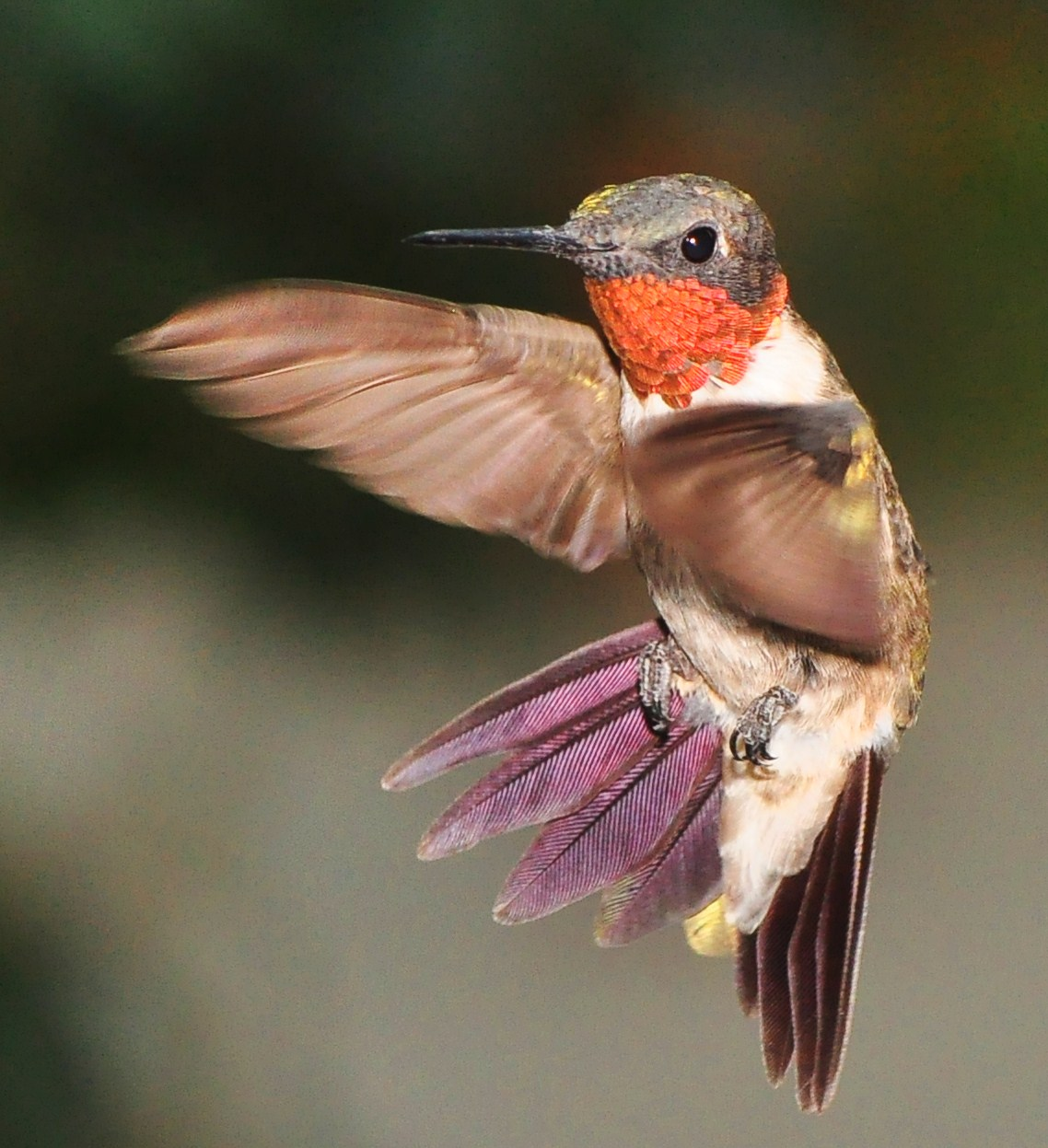
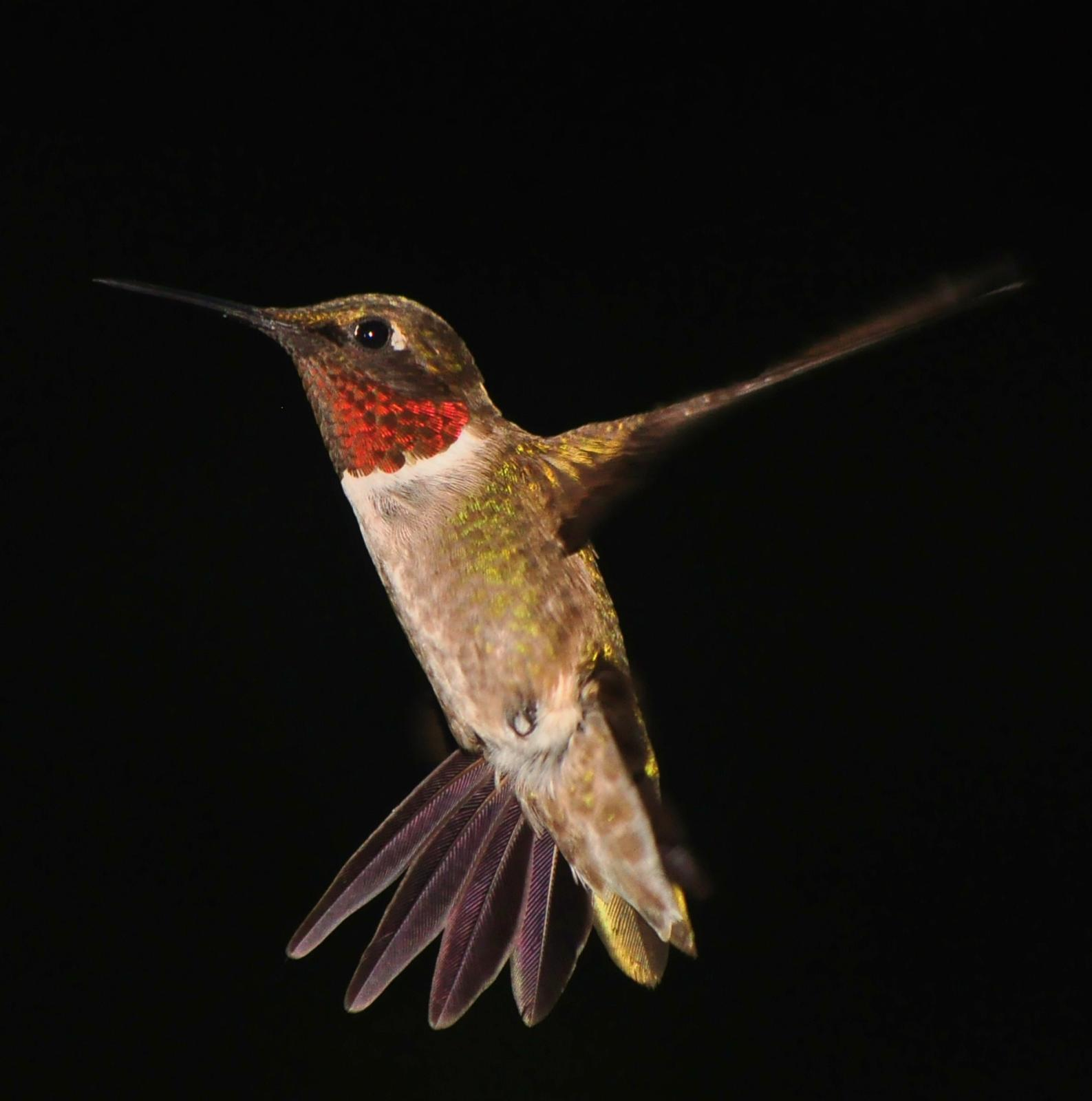

## Các loài
| Image | Name                  | Common name | Distribution |
| ----- | --------------------- | ----------- | --- |
|       | Archilochus colubris  |             | Central America, Mexico, and Florida, and migrates to Eastern North America                                                      |
|       | Archilochus alexandri |             | Western United States, reaching north into Canada in Alberta and British Columbia, east to Oklahoma, and as far south as Mexico. |